# قورپلچه
قورپلیچه، روستایی است از توابع بخش مرکزی شهرستان گنبد کاووس در استان گلستان ایران.

## جمعیت
این روستا در دهستان سلطانعلی قرار داشته و بزرگترین روستا از نظر جمعیت در دهستان سلطانعلی محسوب میشود و براساس سرشماری سال 1395جمعیت آن 3200نفر (800خانوار) بوده‌است.